# Seat Formula
La Seat Formula est un concept-car du constructeur automobile espagnol Seat.

## Images

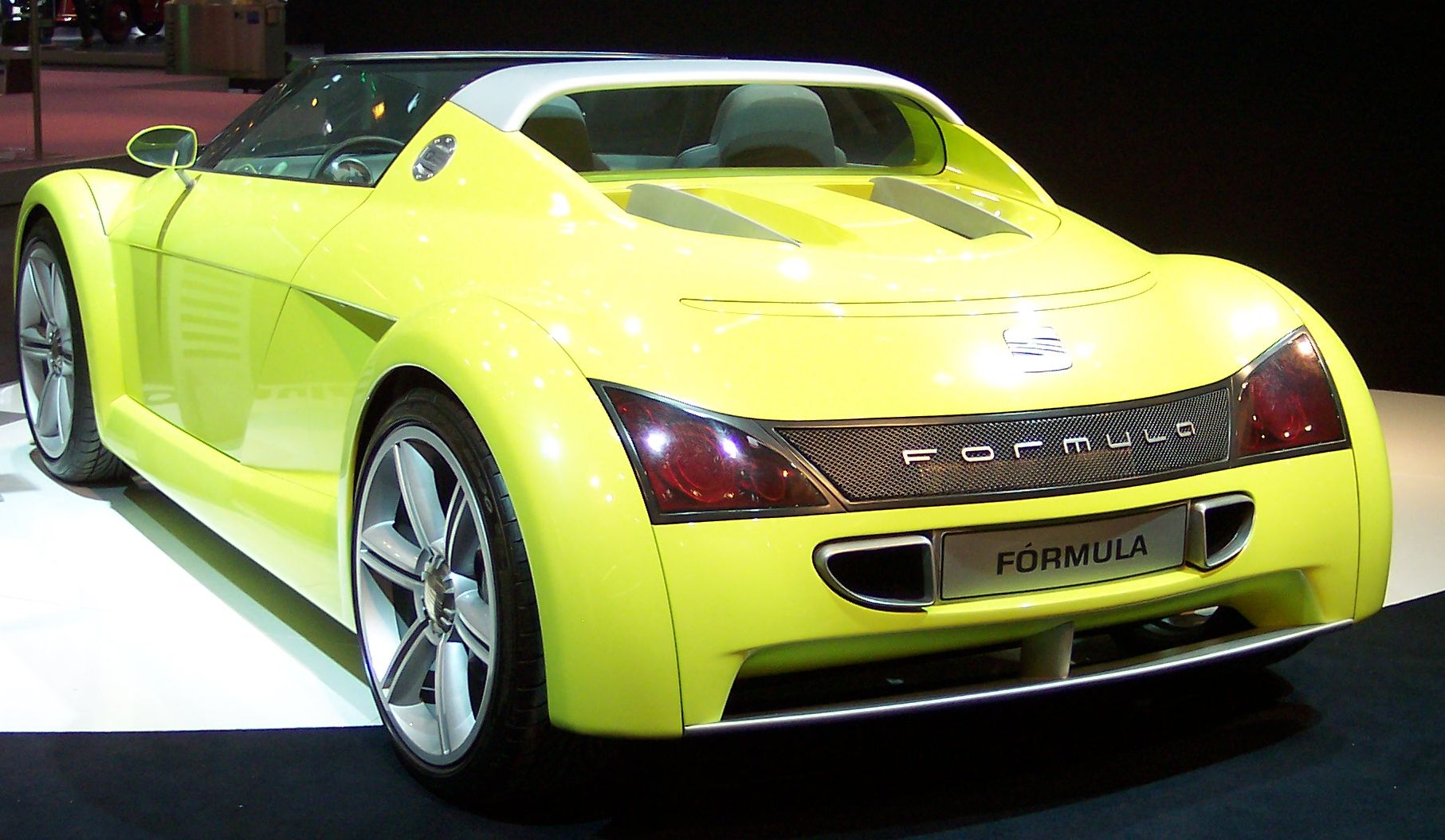
Seat Formula (arrière).
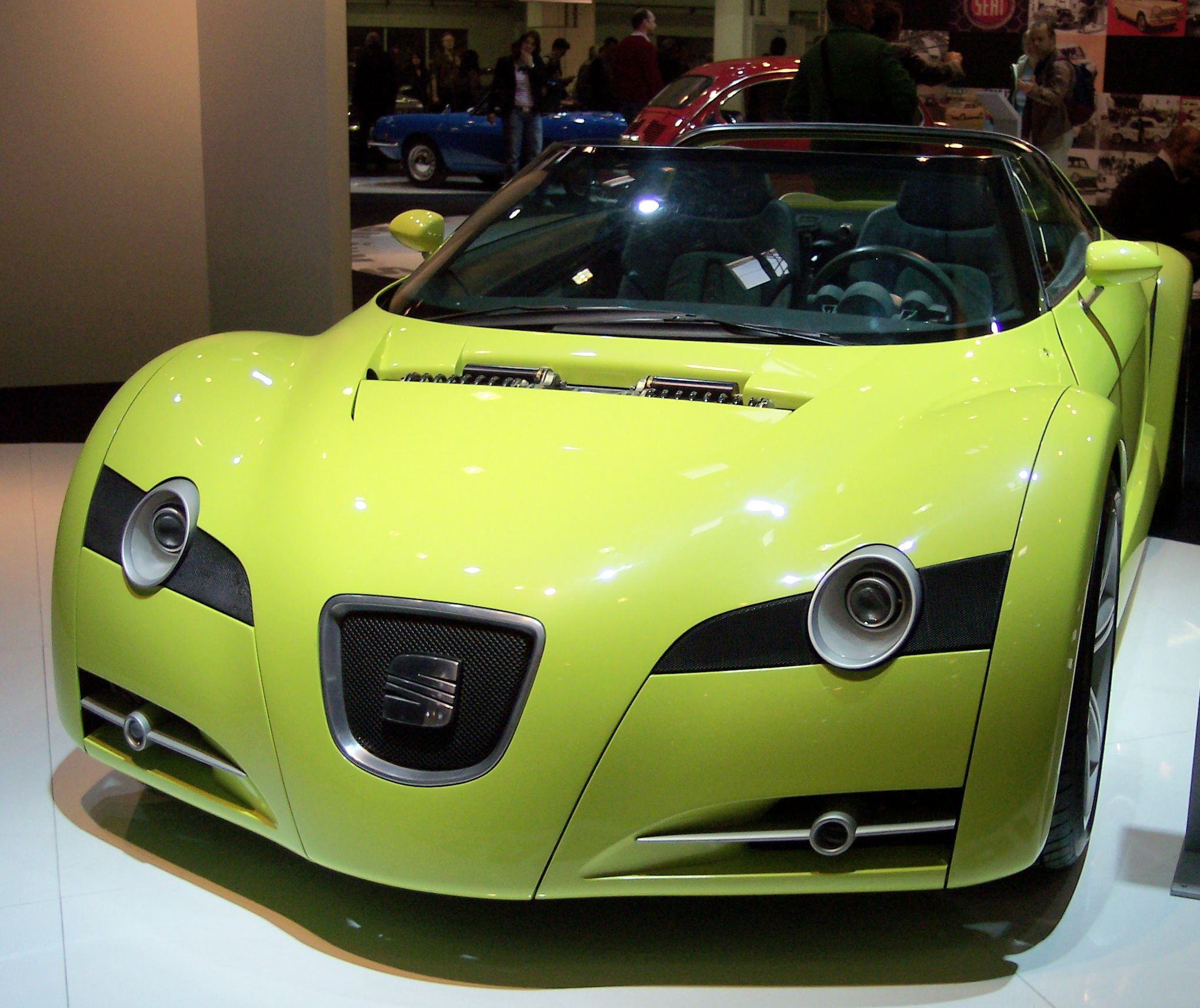
Seat Formula (avant).